# Cornelis Lely
Cornelis Lely (Amsterdam, 23 de setembre de 1854 - La Haia, 22 de gener de 1929) va ser un enginyer civil neerlandès i polític. Va ser governador de Surinam entre el 1902 i el 1905. Va ser enviat a Surinam pels Països baixos per buscar-hi or en aquell moment colònia neerlandesa. Als Països Baixos va dissenyar l'Afsluitdijk, un dic que connecta el nord d'Holanda del Nord amb la província de Frísia, tot tancant l'IJsselmeer, separant-lo del Mar de Wadden. La ciutat de Lelystad fou anomenada en honor de Lely.